# Euphyia tasmanica
Euphyia tasmanica là một loài bướm đêm trong họ Geometridae.